# ゴーティエ・ラルソンヌル
ゴーティエ・ラルソンヌル（Gautier Larsonneur、1997年2月23日 - ）は、フランスフィニステール県サン=ルナン出身のサッカー選手。リーグ・ドゥ・ASサンテティエンヌ所属。元フランス代表。ポジションはゴールキーパー。

## 経歴

### クラブ
フランス西部ブレスト近くのサン＝ルナンで1997年に生まれる。2008年にスタッド・ブレスト29の下部組織に加入し、2017年にトップチーム昇格を果たす。2018-19シーズンは21歳ながらリーグ・ドゥ通算37試合に出場し、チームのリーグ・アン昇格を助けた。
2022年7月12日、ヴァランシエンヌFCへローン移籍。
2023年1月6日、ASサンテティエンヌに移籍した。

### 代表
2018年5月25日、U-21スイス代表との親善試合でフル出場を飾りU-21フランス代表デビュー。